# Movimiento de independencia de Islandia
El movimiento de independencia de Islandia (en islandés Sjálfstæðisbarátta Íslendinga) fue una serie de esfuerzos colectivos realizados por los islandeses para alcanzar la autodeterminación y la independencia del Reino de Dinamarca durante los siglos XIX y XX. Islandia redactó su constitución en 1874. 
La independencia de la isla se alcanzó en 1918 a través del Acta de Unión de 1918. Luego siguió la ruptura de todos los vínculos de dependencia con Dinamarca con la fundación de la República de Islandia.

## Antecedentes
Con la firma de la Vieja Alianza en 1262, tras las tensiones civiles de la Era Sturlung, los islandeses renunciaron a la soberanía de Haakon IV, rey de Noruega. Islandia se mantuvo bajo el dominio de la corona noruega hasta 1380, cuando la muerte de Olaf IV de Noruega no hubo más hombres en la línea de sucesión real en ese país. Este (y por lo tanto Islandia) pasó a hacer parte de la Unión de Kalmar, junto con Suecia y Dinamarca, con esta última como la potencia dominante. 
A diferencia de Noruega, Dinamarca no necesitaba el pescado ni los tejidos de lana de Islandia. Lo anterior creó un dramático déficit en la balanza comercial islandesa, y como resultado no se volvieron a construir barcos para el comercio con el continente. Durante los siglos siguientes, Islandia fue uno de los países más pobres de Europa.

## Movimiento nacionalista

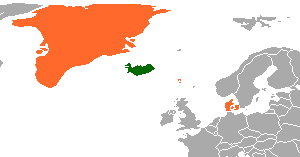
Islandia (en verde) y Dinamarca (en naranja).

A mediados del siglo XIX una nueva conciencia nacional se desarrolló en Islandia, liderada por intelectuales islandeses educados en Dinamarca inspirados por ideas románticas y nacionalistas de la Europa continental. el más notable fue el llamado Fjölnismenn —poetas y escritores del periódico Fjölnir— Brynjólfur Pétursson, Jónas Hallgrímsson, Konráð Gíslason y Tómas Sæmundsson.
Mientras tanto, un movimiento de independencia se desarrolló con la iniciativa de Jón Sigurðsson. En 1843, un decreto real restableció el Althing como una asamblea consultativa. Este se reconoce como un continuador del Althing de la Mancomunidad Islandesa, que durante siglos fue un cuerpo judicial y fue abolido en 1800. Los promotores de la independencia de Islandia buscaron sus fines de manera pacífica, interpelando a las autoridades danesas a través de medios legales .
La lucha por la independencia alcanzó su cumbre en 1851 cuando los daneses trataron de pasar una nueva legislación, ignorando las demandas de los islandeses. Los delegados de la isla, encabezados por Jón Sigurðsson, hicieron su propia propuesta, lo cual molestó al representante del rey, que disolvió la reunión. 
Esto llevó a Sigurðsson y a sus compañeros a levantarse y lanzar la frase Vér mótmælum allir ("Todos nosotros protestamos").

## Autonomía e independencia
En 1874, un milenio después de la primera etapa de la colonización de Islandia, Dinamarca le otorgó la autonomía a la isla. A finales del siglo XIX, los esfuerzos hechos por los independentistas comenzaron a arrojar resultados. La constitución, escrita en 1874, se revisó en 1903, y un ministro para las Relaciones Exteriores islandesas, que vivía en Reikiavik, se encargó del Althing. Hannes Hafstein fue el primer ministro para Islandia desde el 31 de enero de 1904 hasta el 31 de marzo de 1909.
El Acta de Unión, firmada el 1 de diciembre de 1918 por las autoridades de ambos países, le reconoció a Islandia como un Estado completamente soberano (el Reino de Islandia), vinculada a Dinamarca mediante una unión personal con el rey danés. Islandia creó su propia bandera y le pidió a Dinamarca que se ocupara de sus relaciones exteriores y de su defensa. La ley se revisó en 1940 con la posibilidad de que se la revocara tres años más tarde si no se alcanzaba un acuerdo. La unión mediante el rey de Dinamarca se abolió por completo en 1944 durante la Ocupación de Dinamarca por la Alemania nazi, cuando el Alþingi declaró la fundación de la República de Islandia.